# Antwerpse Havenpijl
La Antwerpse Havenpijl es una carrera ciclista de un día belga que se disputa en la provincia de Amberes.
Se creó en 1990 como amateur y no fue profesional hasta le edición del 2001 primero en la categoría 1.5 (última categoría del profesionalismo) y desde la creación de los Circuitos Continentales UCI en 2005 formando parte del UCI Europe Tour, dentro de la categoría 1.2 (igualmente última categoría del profesionalismo).
No ha tenido un recorrido fijo y se han alternado salidas y llegadas en diferentes municipios de la provincia de Amberes.

## Palmarés

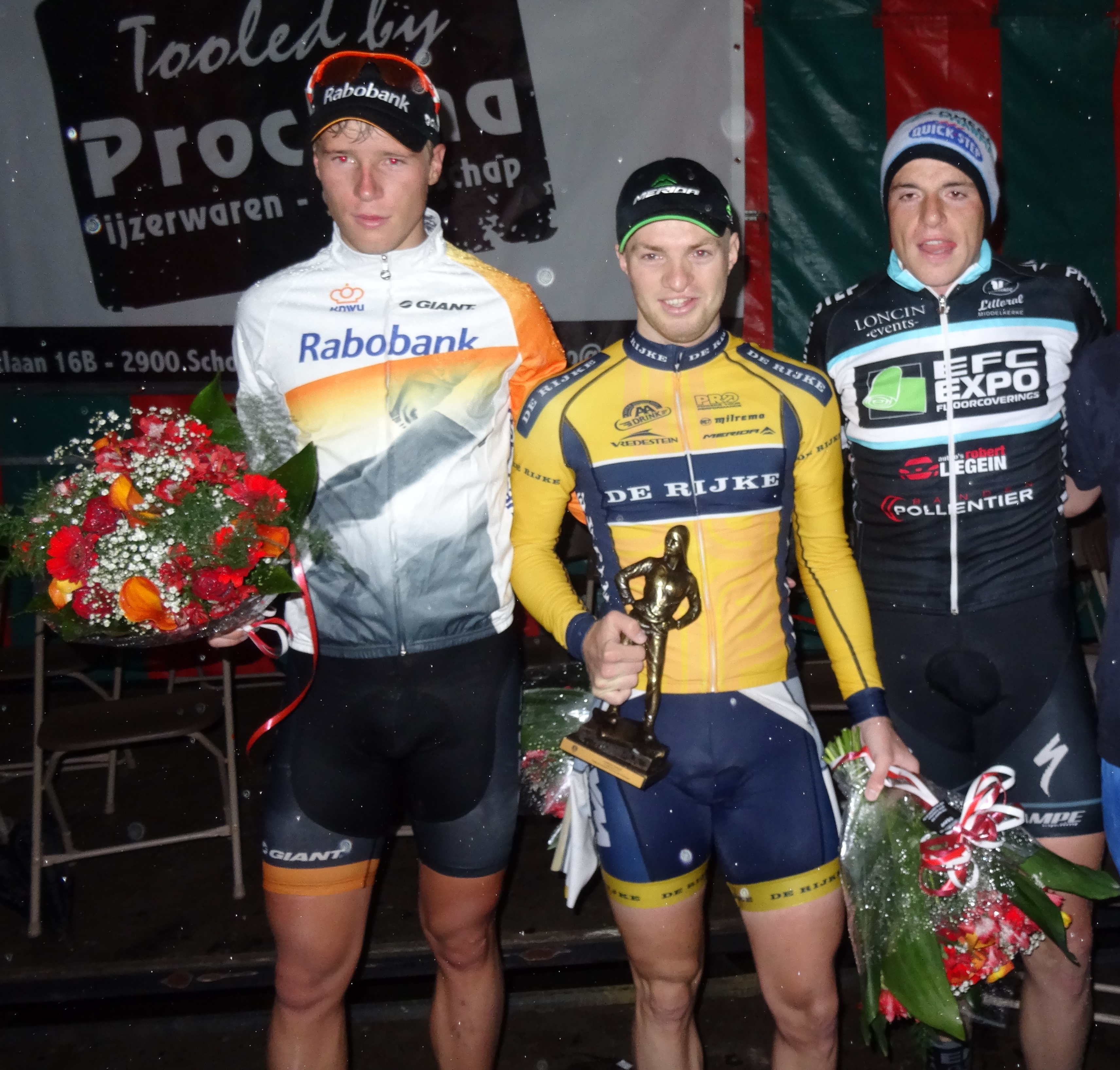
Podium de la Antwerpse Havenpijl 2014 : Ivar Slik (2º), Yoeri Havik (1º) y Jens Geerinck (3º).

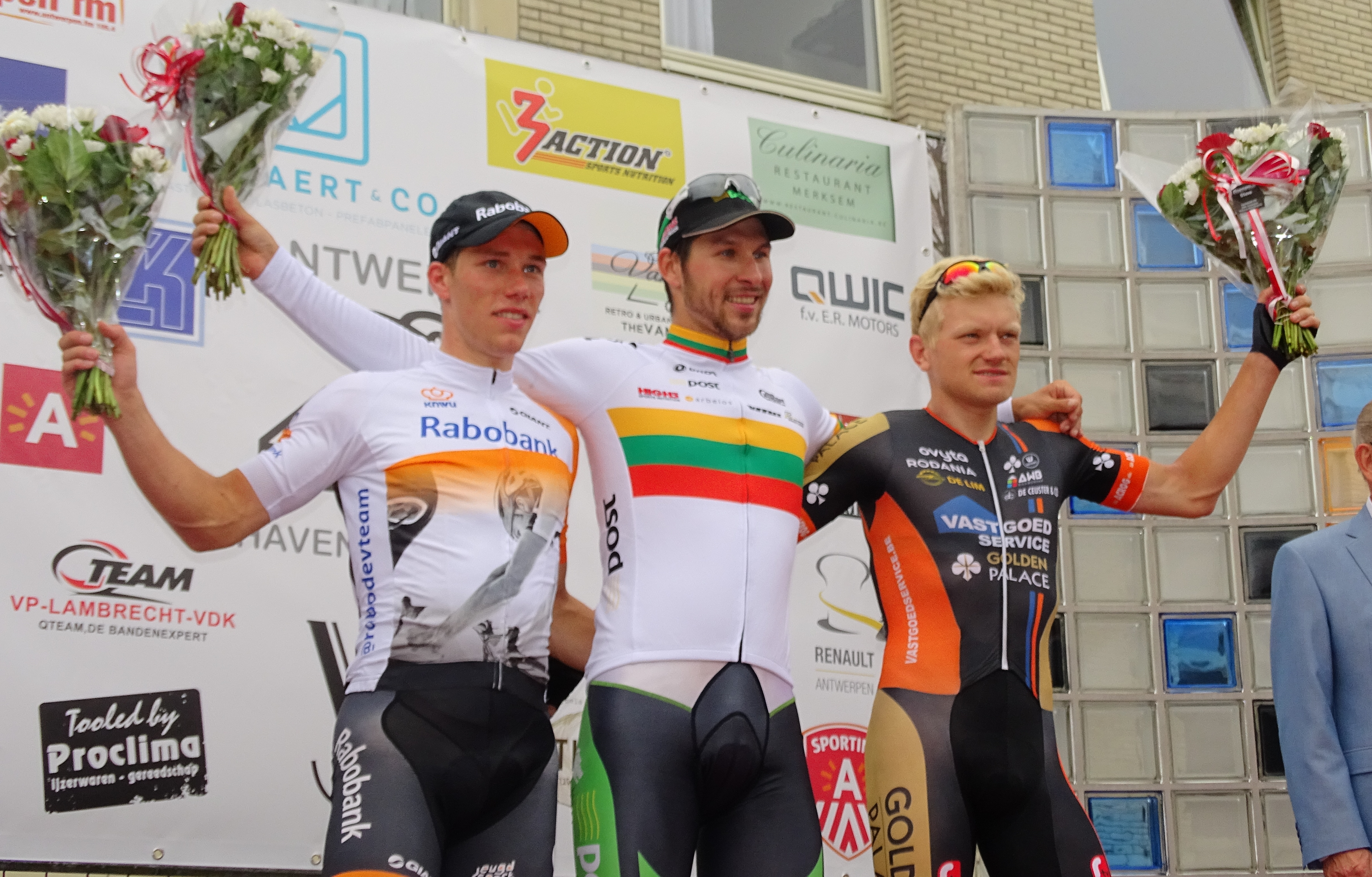
Podium de la Antwerpse Havenpijl 2015 : Stan Godrie (2º), Aidis Kruopis (1º) y Gerry Druyts (3º).

En amarillo: edición amateur.
| Año  | Ganador                        | Segundo                        | Tercero                        |
| ---- | ------------------------------ | ------------------------------ | ------------------------------ |
| 1990 | Glenn Huybrechts               | Danny Van Looy                 | Patrick Van Roosbroeck         |
| 1991 | Michel Vanhaecke               | Stéphane Hennebert             | Mika Hietanen                  |
| 1992 | Stefan Sels                    | Edwin Rutten                   | Ludo Dierckxsens               |
| 1993 | Rik Claeys                     | Thierry Moeskops               | Stefan Grimon                  |
| 1994 | Gilbert Kaes                   | Johnny Macharis                | Guy Van Hese                   |
| 1995 | Jan Van Immerseel              | Willem-Jan Lambregts           | Wim Sels                       |
| 1996 | Johnny Dauwe                   | Sven Nys                       | Luc De Moor                    |
| 1997 | Jan Van Immerseel              | Dave Bruylandts                | Carl Roes                      |
| 1998 | Darius Strole                  | Raimondas Vilčinskas           | Danny Van der Massen           |
| 1999 | Raimondas Vilčinskas           | Andrejus Zubrovas              | Aivaras Baranauskas            |
| 2000 | Cancelada debido al mal tiempo | Cancelada debido al mal tiempo | Cancelada debido al mal tiempo |
| 2001 | Michel Vanhaecke               | Bert Roesems                   | Martin Derganc                 |
| 2002 | Marc Rolland                   | Gino De Weirdt                 | Peter Schoonjans               |
| 2003 | Hans De Meester                | Darius Strole                  | Cedric Van Lommel              |
| 2004 | Peter Ronsse                   | Vadim Vdovinov                 | Robby Meul                     |
| 2005 | No se disputó                  | No se disputó                  | No se disputó                  |
| 2006 | Vytautas Kaupas                | Fredrik Johansson              | Ivailo Gabrovski               |
| 2007 | Denis Flahaut                  | Aidis Kruopis                  | Stefan Heiny                   |
| 2008 | Jonas Aaen Jørgensen           | Michael Van Staeyen            | Wouter Van Mechelen            |
| 2009 | Jens-Erik Madsen               | Stefan Van Dijk                | Denis Flahaut                  |
| 2010 | Rob Goris                      | David Boucher                  | Fredéric Amorison              |
| 2011 | Pirmin Lang                    | Remco Te Brake                 | Mats Boeve                     |
| 2012 | Joeri Stallaert                | Eugenio Alafaci                | Kevin Claeys                   |
| 2013 | Preben Van Hecke               | Stef Van Zummeren              | Stijn Steels                   |
| 2014 | Yoeri Havik                    | Ivar Slik                      | Jens Geerinck                  |
| 2015 | Aidis Kruopis                  | Stan Godrie                    | Gerry Druyts                   |
| 2016 | Timothy Dupont                 | Enzo Wouters                   | Kenny Dehaes                   |
| 2017 | Arvid de Kleijn                | Harry Tanfield                 | Arjen Livyns                   |
| 2018 | Tibo Nevens                    | Edward Planckaert              | Bas van der Kooij              |
| 2019 | Tibo Nevens                    | Bas van der Kooij              | Arne Marit                     |

## Palmarés por países
| País         | Victorias |
| ------------ | --------- |
| Bélgica      | 17        |
| Lituania     | 4         |
| Dinamarca    | 2         |
| Países Bajos | 2         |
| Australia    | 1         |
| Francia      | 1         |
| Suiza        | 1         |